# Strada Mitropolit Gavriil Bănulescu-Bodoni din Chișinău
Strada Mitropolit Gavriil Bănulescu-Bodoni (colocvial str. Bodoni; între 1813 și 1899 – str. Seminarskaia; în anii 1899-1924 – str. Gogol; în 1924-1932 – str. Mitropolit Gavriil Bănulescu-Bodon; în 1932-1944, partea de sus [până la bd. Ștefan cel Mare și Sfânt a] a purtat numele – str. Mareșal Constantin Prezan, iar partea de jos str. Universității; în 1944-1990 – str. Gogol) este o stradă importantă din centrul istoric al Chișinăului. 
De-a lungul străzii sunt amplasate o serie de monumente de arhitectură și istorie (clădirea fostei școli reale fondată de Mihail Karcevski, casa în care a locuit Nicolai Dimo, casa editorului A. Kașevski, conacul urban al familiei Donici, conacul urban, nr. 10, conacul urban, nr. 17, conacul urban, nr. 53, edificiul pentru funcții social-politice, nr. 16, statuia lui Ștefan cel Mare și altele), clădiri administrative (Academia de Studii Economice, Muzeul USM, Liceul academic „Mircea Eliade”, Școala de Muzică „Maria Bieșu” etc.) și parcuri (Grădina Publică „Ștefan cel Mare” și parcul Catedralei).
Strada începe de la intersecția cu str. Alexei Mateevici, intersectând alte 8 artere, inclusiv Bulevardul Ștefan cel Mare și Sfânt și încheindu-se la intersecția cu străzile Petru Rareș și Ierusalim.

## Istoric

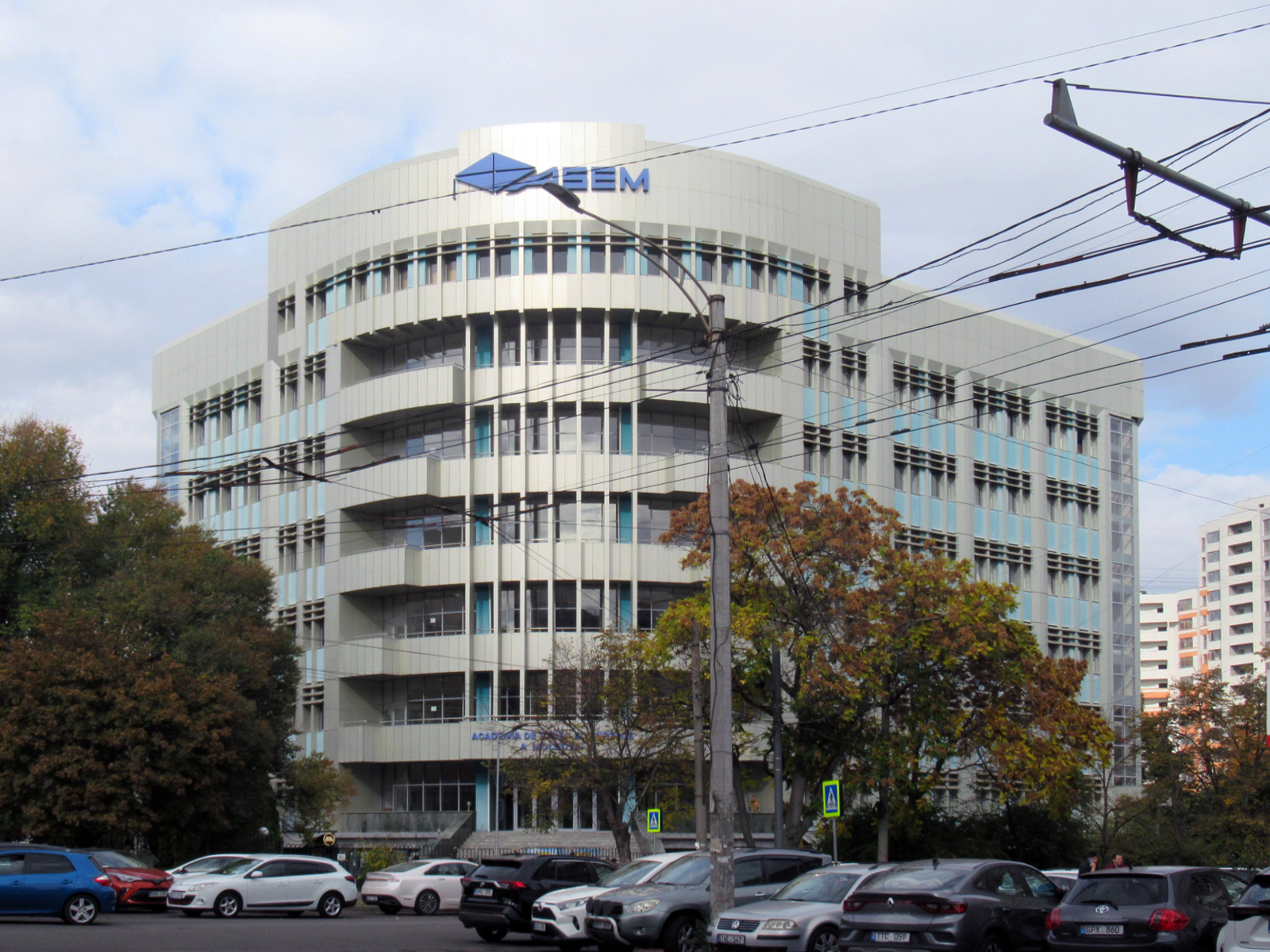
nr. 59 – blocul F de Academia de Studii Economice a Moldovei

Strada a apărut la începutul secolului al XIX-lea, purtând la început numele – strada Seminarskaia (după Seminarul Teologic, creat pe aceasta). În 1817, topograful Mihail Ozmidov, la instrucțiunile guvernatorului general al Basarabiei, Alexei Bahmetev, a elaborat un plan detaliat al Chișinăului, pe care erau indicate străzile care existau la acea vreme și cele proiectate. În perioada cuprinsă între 1817 și 1820, conform acestui plan, au fost construite mai multe străzi în partea centrală a orașului, inclusiv Seminarskaia.
La început, strada era așezată între străzile de astăzi Alexandru cel Bun și Mateevici. În zona străzii Alexandru cel Bun, artera se oprea în biserica Sfântul Ilie (construită în 1806, nu a supraviețuit până astăzi, fiind demolată, conform planului general al Chișinău din 1951, în anul 1960, pentru continuarea străzii). Cea mai veche din Chișinău, piața Ilinskaia, se afla în aceeași zonă, fiind și ea închisă în timpul perioadei sovietice.
Mitropolitul Basarabiei, Gavriil Bănulescu-Bodoni, a fost implicat direct în construcția clădirilor situate pe strada Seminarskaia. La inițiativa sa, Seminarul teologic a fost construit pe stradă la începutul secolului al XIX-lea, la intersecția cu str. Pirogov (actuala stradă Mihail Kogălniceanu). În acea perioadă, seminarul era cea mai impresionantă clădire de pe stradă (astăzi găzduiește una dintre clădirile Universității Tehnice). La inițiativa Mitropoliei, mai multe clădiri ecleziastice au fost construite pe stradă – Mitropolia (în prezent, pe locul acesteia se află Piața Marii Adunări Naționale și Casa Guvernului), Școala Teologică, ș.a. Ideea de a construi Catedrala (situată între străzile Bănulescu-Bodoni și Pușkin) a aparținut de asemenea Mitropolitului.

## Legături externe
- Str. Mitropolitul G. Banulescu-Bodoni la wikimapia.org